# Grote Prijs Jef Scherens 2007
Il Grote Prijs Jef Scherens 2007, quarantunesima edizione della corsa, valido come evento dell'UCI Europe Tour 2007, si svolse il 2 settembre 2007 per un percorso di 183,3 km. Fu vinto dall'olandese Bram Tankink, che giunse al traguardo in 4h 16' 00" alla media di 42,96 km/h.
Furono 57 i ciclisti che portarono a termine la competizione.

## Ordine d'arrivo (Top 10)
| Pos. | Corridore         | Squadra         | Tempo    |
| ---- | ----------------- | --------------- | -------- |
| 1    | Bram Tankink      | Quick Step      | 4h16'00" |
| 2    | Janek Tombak      | Jartazi         | a 10"    |
| 3    | Frédéric Amorison | Landbouwkrediet | s.t.     |
| 4    | Matti Helminen    | DFL             | s.t.     |
| 5    | Sven Renders      | Ch. Jacques     | a 20"    |
| 6    | René Jørgensen    | Designa         | s.t.     |
| 7    | Robert Retschke   | Wiesenhof       | s.t.     |
| 8    | Matthé Pronk      | Unibet.com      | s.t.     |
| 9    | René Obst         | 3C Lamonta      | a 27"    |
| 10   | Sergey Kolesnikov | Unibet.com      | a 1'34"  |